# Ana Frango Elétrico
Ana Frango Elétrico, pseudonimo di Ana Faria Fainguelernt (Rio de Janeiro, 9 dicembre 1997), è una cantautrice, compositrice, pittrice e poetessa brasiliana.

## Carriera musicale
Figlia di un artista e di una psicologa, inizia a studiare musica e pianoforte classico fin dai 6 anni. Tuttavia è stata l'esperienza nella scuola di musica di Villa Lobos, presso cui si è iscritta a 10 anni, a formarla completamente, a tal punto che, una volta sedicenne, ormai perfettamente in grado di leggere la musica, scrive e compone alcuni pezzi, successivamente parte del suo primo album. A dispetto di quanto possa sembrare, il suo sogno non era sempre stato quello della musica: aveva provato a farsi ammettere in alcune scuole d'arte, sognando la carriera fotografica e pittorica, e non era appassionata al solfeggio o alla teoria musicale. Dopo aver assistito a numerosi concerti, però, capisce cos'è che la appassiona veramente, e abbandona le sue precedenti idee per intraprendere la professione di cantante. La sua carriera si rivelerà prolifica: nel 2018 pubblica Mormaço Queima, mentre l'anno successivo esce Little Electric Chicken Heart, molto apprezzato dalla critica e annoverato dall'APCA fra i 25 migliori album brasiliani della seconda metà del 2019. Frango Elétrico, il suo nome d'arte, (letteralmente "Pollo Elettrico"), è il soprannome affibbiato a suo nonno dai colleghi di lavoro per via dell'assonanza col suo insolito cognome: Fainguelernt, di origine russa.

## Stile musicale ed influenze
Fondamentale per le sue capacità compositive è stata l'istruzione musicale fin dalla tenera età, ma comunque, afferma, ogni volta che scrive si ispira principalmente ad artisti passati come Jorge Ben e Itamar Assumpção, o anche contemporanei, quali Ava Rocha e Maria Beraldo. Definisce il suo genere un pop rock - bossa a tinte punk, rifiutando l'etichetta "nuova MPB".

## Discografia

### Da solista
Album
- Mormaço Queima (2018)
- Little Electric Chicken Heart (2019)
- Me Chama de Gato Que Eu Sou Sua (2023)

EP
- No Estúdio MangoLab (live) (2019)

Singoli
- Tem Certeza? (2019)
- Promessas e Previsões (2019)
- Mama Planta Baby (2020)
- Mulher Homem Bicho (2020)
- Somos Só (feat. Luiza Brina) (2021)
- Electric fish (2023)
- Insista em Mim (2023)

### Con gli Almoço Nu
Singoli
- Em mangatada (2020)
- Conspiração da teoria (2020)

### Altre apparizioni
- Águas pluviais, singolo di Arthus Fochi (2018)
- Cinza e verde limão e Chocolate nella raccolta di artisti brasiliani Xepa / Nata (2019)
- QUEM SERÁ, come artista ospite in Imagem dei ROSABEGE (2019)
- IN SÔNIA (SÔNIA IN MY MIND), come artista ospite in A salvação é pelo risco di JOCA (2019)
- Êxodo, singolo di Vovô Bebê (2020)
- Revirá feat. Ava Rocha, come artista ospite in A vida só começou di Bruno Schiavo (2020)
- VIP Xuxa, come artista ospite in Travesseiro feliz di Ricardo Richaid (2020)
- Vóz única foto sem calçinha, come artista ospite in Mente di Thiago Nassif (2020)
- Luz negra, singolo di Antonio Neves (2021)
- Raio de sol, singolo di Jadsa (2021)
- Singular, come artista ospite in BLU di niLL (2021)

## Premi e riconoscimenti
| Anno | Premio                                  | Categoria                                                                     | Risultato       |
| ---- | --------------------------------------- | ----------------------------------------------------------------------------- | --------------- |
| 2019 | Associação Paulista de Críticos de Arte | Artista Revelaçāo                                                             | Vincitore/trice |
| 2019 | Women's Music Event                     | Escuta as Minas                                                               | Candidato/a     |
| 2020 | Prêmio Multishow de Música Brasileira   | Artista Revelaçāo                                                             | Candidato/a     |
| 2020 | Prêmio Multishow de Música Brasileira   | Álbum do Ano (Little Electric Chicken Heart)                                  | Candidato/a     |
| 2020 | Latin Grammy Awards                     | Melhor Álbum de Rock/Alternativo em Português (Little Electric Chicken Heart) | Candidato/a     |